# 8423 Macao
8423 Macao este un asteroid din centura principală de asteroizi.

## Descriere
8423 Macao este un asteroid din centura principală de asteroizi. A fost descoperit pe 11 ianuarie 1997 la Xinglong în cadrul programului Beijing Schmidt CCD Asteroid Program. Asteroidul prezintă o orbită caracterizată de o semiaxă mare de 3,13 ua, o excentricitate de 0,26 și o înclinație de 2,4° în raport cu ecliptica.